# Lista siturilor arheologice din județul Ilfov - V
Lista siturilor arheologice din județul Ilfov - V conține toate siturile arheologice din județul Ilfov înscrise în Repertoriul Arheologic Național (RAN) și aflate în localități al căror nume începe cu litera V. RAN este administrat de Ministerul Culturii și Patrimoniului Național și cuprinde date științifice, cartografice, topografice, imagini și planuri, precum și orice alte informații privitoare la zonele cu potențial arheologic, studiate sau nu, încă existente sau dispărute.
Puteți căuta un sit din localitățile care încep cu litera V folosind formularul de mai jos sau puteți naviga prin toate siturile din județ la Lista siturilor arheologice din județul Ilfov.
| Cod RAN                                   | Denumire | Localitate                                   | Adresă                                                                                  | Datare                                             | Descoperit | Coordonate                                    | Imagine           | Erori            |
| ----------------------------------------- | --- | -------------------------------------------- | --------------------------------------------------------------------------------------- | -------------------------------------------------- | ---------- | --------------------------------------------- | ----------------- | ---------------- |
| 101332.01.01                              | Situl arheologic de la Vadu Anei - "Ostrov" / ansamblu anonim (Categorie: locuire civilă) (Tip: Așezare)                                             | sat Vadu Anei, comuna Brănești               | Ostrov                                                                                  |                                                    |            |                                               | Încărcați imagine | Raportați eroare |
| 101332.01.02                              | Situl arheologic de la Vadu Anei - "Ostrov" / ansamblu anonim (Categorie: locuire civilă) (Tip: Așezare)                                             | sat Vadu Anei, comuna Brănești               | Ostrov                                                                                  | geto-dacică                                        |            |                                               | Încărcați imagine | Raportați eroare |
| 101332.01.03                              | Situl arheologic de la Vadu Anei - "Ostrov" / ansamblu anonim (Categorie: locuire civilă) (Tip: Așezare)                                             | sat Vadu Anei, comuna Brănești               | Ostrov                                                                                  |                                                    |            |                                               | Încărcați imagine | Raportați eroare |
| 101332.01.04                              | Situl arheologic de la Vadu Anei - "Ostrov" / ansamblu anonim (Categorie: locuire civilă) (Tip: Așezare)                                             | sat Vadu Anei, comuna Brănești               | Ostrov                                                                                  |                                                    |            |                                               | Încărcați imagine | Raportați eroare |
| 101332.02.01 (Cod LMI: IF-I-s-B-15249)    | Situl arheologic de la Vadu Anei / ansamblu anonim (Categorie: locuire civilă) (Tip: Așezare)                                                        | sat Vadu Anei, comuna Brănești               |                                                                                         |                                                    |            |                                               | Încărcați imagine | Raportați eroare |
| 101332.02.02 (Cod LMI: IF-I-s-B-15249)    | Situl arheologic de la Vadu Anei / ansamblu anonim (Categorie: locuire civilă) (Tip: Așezare)                                                        | sat Vadu Anei, comuna Brănești               |                                                                                         |                                                    |            |                                               | Încărcați imagine | Raportați eroare |
| 101332.02.03 (Cod LMI: IF-I-m-B-15249.04) | Situl arheologic de la Vadu Anei / ansamblu anonim (Categorie: locuire civilă) (Tip: Așezare)                                                        | sat Vadu Anei, comuna Brănești               |                                                                                         | geto-dacică                                        |            |                                               | Încărcați imagine | Raportați eroare |
| 101332.02.04 (Cod LMI: IF-I-m-B-15249.03) | Situl arheologic de la Vadu Anei / ansamblu anonim (Categorie: locuire civilă) (Tip: Așezare)                                                        | sat Vadu Anei, comuna Brănești               |                                                                                         | sec. II - IV p. Chr.                               |            |                                               | Încărcați imagine | Raportați eroare |
| 101332.02.05 (Cod LMI: IF-I-m-B-15249.02) | Situl arheologic de la Vadu Anei / ansamblu anonim (Categorie: locuire civilă) (Tip: Așezare)                                                        | sat Vadu Anei, comuna Brănești               |                                                                                         | sec.VI-VII                                         |            |                                               | Încărcați imagine | Raportați eroare |
| 101332.02.06 (Cod LMI: IF-I-m-B-15249.01) | Situl arheologic de la Vadu Anei / ansamblu anonim (Categorie: locuire civilă) (Tip: Așezare)                                                        | sat Vadu Anei, comuna Brănești               |                                                                                         | sec.X                                              |            |                                               | Încărcați imagine | Raportați eroare |
| 179454.01.01 (Cod LMI: IF-I-m-B-15252.01) | Așezarea medievală de la Vârteju, cătunul Chirca / ansamblu anonim (Categorie: locuire civilă) (Tip: Așezare)                                        | localitate componentă Vârteju, oraș Măgurele |                                                                                         | sec. XVII - XVIII                                  |            |                                               | Încărcați imagine | Raportați eroare |
| 179454.01.02 (Cod LMI: IF-I-m-B-15252.02) | Așezarea medievală de la Vârteju, cătunul Chirca / ansamblu anonim (Categorie: locuire civilă) (Tip: Așezare)                                        | localitate componentă Vârteju, oraș Măgurele |                                                                                         | sec. IX - XI                                       |            |                                               | Încărcați imagine | Raportați eroare |
| 105213.01.01                              | Situl arheologic de la Vlădiceasca / ansamblu anonim (Categorie: locuire civilă) (Tip: Așezare)                                                      | sat Vlădiceasca, comuna Snagov               |                                                                                         |                                                    |            |                                               | Încărcați imagine | Raportați eroare |
| 105213.01.02                              | Situl arheologic de la Vlădiceasca / ansamblu anonim (Categorie: locuire civilă) (Tip: Așezare)                                                      | sat Vlădiceasca, comuna Snagov               |                                                                                         |                                                    |            |                                               | Încărcați imagine | Raportați eroare |
| 105213.01.03                              | Situl arheologic de la Vlădiceasca / ansamblu anonim (Categorie: locuire civilă) (Tip: Așezare)                                                      | sat Vlădiceasca, comuna Snagov               |                                                                                         | geto-dacică sec. II - I a. Chr.                    |            |                                               | Încărcați imagine | Raportați eroare |
| 105213.01.04                              | Situl arheologic de la Vlădiceasca / ansamblu anonim (Categorie: locuire civilă) (Tip: Așezare)                                                      | sat Vlădiceasca, comuna Snagov               |                                                                                         | sec. II - III p. Chr.                              |            |                                               | Încărcați imagine | Raportați eroare |
| 105213.01.05                              | Situl arheologic de la Vlădiceasca / ansamblu anonim (Categorie: locuire civilă) (Tip: Așezare)                                                      | sat Vlădiceasca, comuna Snagov               |                                                                                         | sec. IV - V p. Chr.                                |            |                                               | Încărcați imagine | Raportați eroare |
| 104626.01.01 (Cod LMI: IF-I-m-B-15250.04) | Situl arheologic de la Vânâtori / ansamblu anonim (Categorie: locuire civilă) (Tip: Așezare)                                                         | sat Vânători, comuna Petrăchioaia            |                                                                                         | geto-dacică                                        | 1972       | 44°35′16″N 26°18′11″E / 44.58778°N 26.30305°E | Încărcați imagine | Raportați eroare |
| 104626.01.02 (Cod LMI: IF-I-m-B-15250.03) | Situl arheologic de la Vânâtori / ansamblu anonim (Categorie: locuire civilă) (Tip: Așezare)                                                         | sat Vânători, comuna Petrăchioaia            |                                                                                         | Sântana de Mureș - Cerneahov sec. al IV-lea p.Chr. | 1972       | 44°35′16″N 26°18′11″E / 44.58778°N 26.30305°E | Încărcați imagine | Raportați eroare |
| 104626.01.03 (Cod LMI: IF-I-m-B-15250.02) | Situl arheologic de la Vânâtori / ansamblu anonim (Categorie: locuire civilă) (Tip: Așezare)                                                         | sat Vânători, comuna Petrăchioaia            |                                                                                         | Dridu sec. IX - XI                                 | 1972       | 44°35′16″N 26°18′11″E / 44.58778°N 26.30305°E | Încărcați imagine | Raportați eroare |
| 104626.01.04 (Cod LMI: IF-I-m-B-15250.01) | Situl arheologic de la Vânâtori / ansamblu anonim (Categorie: locuire civilă) (Tip: Așezare)                                                         | sat Vânători, comuna Petrăchioaia            |                                                                                         | sec.XVI                                            | 1972       | 44°35′16″N 26°18′11″E / 44.58778°N 26.30305°E | Încărcați imagine | Raportați eroare |
| 105213.02.01 (Cod LMI: IF-I-s-B-15256)    | Situl arheologic de la Vlădiceasca / ansamblu anonim (Categorie: locuire civilă) (Tip: Așezare)                                                      | sat Vlădiceasca, comuna Snagov               |                                                                                         | sec. III - IV p. Chr.                              |            |                                               | Încărcați imagine | Raportați eroare |
| 105213.02.02 (Cod LMI: IF-I-m-B-15256.01) | Situl arheologic de la Vlădiceasca / ansamblu anonim (Categorie: locuire civilă) (Tip: Așezare)                                                      | sat Vlădiceasca, comuna Snagov               |                                                                                         | sec. X                                             |            |                                               | Încărcați imagine | Raportați eroare |
| 105945.01.01 (Cod LMI: IF-I-s-B-15254)    | Așezarea medievală de la Vidra / ansamblu anonim (Categorie: locuire civilă) (Tip: Așezare)                                                          | sat Vidra, comuna Vidra                      |                                                                                         | sec.XVII-XVIII                                     |            |                                               | Încărcați imagine | Raportați eroare |
| 105945.02.01                              | Situl arheologic de la Vidra - "Tell-ul Vidra" / ansamblu anonim (Categorie: locuire civilă) (Tip: Tell)                                             | sat Vidra, comuna Vidra                      | Tell-ul Vidra                                                                           | Boian                                              |            |                                               | Încărcați imagine | Raportați eroare |
| 105945.02.02                              | Situl arheologic de la Vidra - "Tell-ul Vidra" / ansamblu anonim (Categorie: locuire civilă) (Tip: Așezare)                                          | sat Vidra, comuna Vidra                      | Tell-ul Vidra                                                                           | sec. III - IV p. Chr.                              |            |                                               | Încărcați imagine | Raportați eroare |
| 105945.02.03                              | Situl arheologic de la Vidra - "Tell-ul Vidra" / ansamblu anonim (Categorie: locuire civilă) (Tip: Așezare)                                          | sat Vidra, comuna Vidra                      | Tell-ul Vidra                                                                           | sec. IX - X                                        |            |                                               | Încărcați imagine | Raportați eroare |
| 105945.02.04                              | Situl arheologic de la Vidra - "Tell-ul Vidra" / ansamblu anonim (Categorie: locuire civilă) (Tip: Așezare)                                          | sat Vidra, comuna Vidra                      | Tell-ul Vidra                                                                           | sec. XVIII                                         |            |                                               | Încărcați imagine | Raportați eroare |
| 105945.02.05                              | Situl arheologic de la Vidra - "Tell-ul Vidra" / ansamblu anonim (Categorie: locuire civilă) (Tip: Așezare)                                          | sat Vidra, comuna Vidra                      | Tell-ul Vidra                                                                           | Gumelnița                                          |            |                                               | Încărcați imagine | Raportați eroare |
| 179560.01.01                              | Situl geto-dacic din Voluntari / ansamblu anonim (Categorie: locuire) (Tip: Locuire)                                                                 | oraș Voluntari                               | str. Zimnicea                                                                           | geto-dacică                                        | 2000       |                                               | Încărcați imagine | Raportați eroare |
| 104626.02.01                              | Așezarea medievală de la Vânâtori / ansamblu anonim (Categorie: locuire civilă) (Tip: Așezare)                                                       | sat Vânători, comuna Petrăchioaia            |                                                                                         | Dridu sec. IX - XI                                 | 1986       | 44°35′13″N 25°17′44″E / 44.58694°N 25.29556°E | Încărcați imagine | Raportați eroare |
| 104626.02.02                              | Așezarea medievală de la Vânâtori / ansamblu anonim (Categorie: locuire civilă) (Tip: Așezare)                                                       | sat Vânători, comuna Petrăchioaia            |                                                                                         | sec. XVI - XVII                                    | 1986       | 44°35′13″N 25°17′44″E / 44.58694°N 25.29556°E | Încărcați imagine | Raportați eroare |
| 104626.03.01                              | Situl arheologic de la Vânători / ansamblu anonim (Categorie: locuire civilă) (Tip: Așezare)                                                         | sat Vânători, comuna Petrăchioaia            |                                                                                         | geto-dacică sec. II - I a.Chr.                     | 1986       | 44°35′30″N 26°17′32″E / 44.59167°N 26.29222°E | Încărcați imagine | Raportați eroare |
| 104626.03.02                              | Situl arheologic de la Vânători / ansamblu anonim (Categorie: locuire civilă) (Tip: Așezare)                                                         | sat Vânători, comuna Petrăchioaia            |                                                                                         | Sântana de Mureș - Cerneahov sec. al IV-lea p.Chr. | 1986       | 44°35′30″N 26°17′32″E / 44.59167°N 26.29222°E | Încărcați imagine | Raportați eroare |
| 104626.04.01                              | Așezarea Dridu de la Vânători / ansamblu anonim (Categorie: locuire civilă) (Tip: Așezare)                                                           | sat Vânători, comuna Petrăchioaia            |                                                                                         | Dridu sec. al IV-lea                               |            | 44°35′18″N 26°17′24″E / 44.58833°N 26.29°E    | Încărcați imagine | Raportați eroare |
| 104626.04.02                              | Așezarea Dridu de la Vânători / ansamblu anonim (Categorie: locuire civilă) (Tip: Așezare)                                                           | sat Vânători, comuna Petrăchioaia            |                                                                                         | Dridu sec. IX - XI                                 |            | 44°35′18″N 26°17′24″E / 44.58833°N 26.29°E    | Încărcați imagine | Raportați eroare |
| 179454.02.01 (Cod LMI: IF-I-m-B-20260.01) | Situl arheologic de la Vârteju - "Stația de epurare" / ansamblu anonim (Categorie: locuire) (Tip: Așezare)                                           | localitate componentă Vârteju, oraș Măgurele | Stația de epurare                                                                       | sec. XVI-XVIII                                     |            |                                               | Încărcați imagine | Raportați eroare |
| 179454.02.02 (Cod LMI: IF-I-m-B-20260.02) | Situl arheologic de la Vârteju - "Stația de epurare" / ansamblu anonim (Categorie: locuire) (Tip: Așezare)                                           | localitate componentă Vârteju, oraș Măgurele | Stația de epurare                                                                       | sec. IX-X                                          |            |                                               | Încărcați imagine | Raportați eroare |
| 179454.02.03 (Cod LMI: IF-I-m-B-20260.03) | Situl arheologic de la Vârteju - "Stația de epurare" / ansamblu anonim (Categorie: locuire) (Tip: Așezare)                                           | localitate componentă Vârteju, oraș Măgurele | Stația de epurare                                                                       | daco-romană sec. III-IV                            |            |                                               | Încărcați imagine | Raportați eroare |
| 179454.02.04 (Cod LMI: IF-I-m-B-20260.04) | Situl arheologic de la Vârteju - "Stația de epurare" / ansamblu anonim (Categorie: locuire) (Tip: Așezare)                                           | localitate componentă Vârteju, oraș Măgurele | Stația de epurare                                                                       | getică                                             |            |                                               | Încărcați imagine | Raportați eroare |
| 179454.02.05 (Cod LMI: IF-I-m-B-20260.05) | Situl arheologic de la Vârteju - "Stația de epurare" / ansamblu anonim (Categorie: locuire) (Tip: Așezare)                                           | localitate componentă Vârteju, oraș Măgurele | Stația de epurare                                                                       |                                                    |            |                                               | Încărcați imagine | Raportați eroare |
| 179454.02.06 (Cod LMI: IF-I-m-B-20260.06) | Situl arheologic de la Vârteju - "Stația de epurare" / ansamblu anonim (Categorie: locuire) (Tip: Așezare)                                           | localitate componentă Vârteju, oraș Măgurele | Stația de epurare                                                                       |                                                    |            |                                               | Încărcați imagine | Raportați eroare |
| 179454.03.01 (Cod LMI: IF-I-m-B-20261.01) | Situl arheologic de la Vărteju - "La fosta Cărămidărie" / ansamblu anonim (Categorie: locuire) (Tip: Așezare)                                        | localitate componentă Vârteju, oraș Măgurele | La fosta cărămidărie                                                                    | sec. XVII-XVIII                                    |            |                                               | Încărcați imagine | Raportați eroare |
| 179454.03.02 (Cod LMI: IF-I-m-B-20261.02) | Situl arheologic de la Vărteju - "La fosta Cărămidărie" / ansamblu anonim (Categorie: locuire) (Tip: Așezare)                                        | localitate componentă Vârteju, oraș Măgurele | La fosta cărămidărie                                                                    | sec. IX-XI                                         |            |                                               | Încărcați imagine | Raportați eroare |
| 179454.03.03 (Cod LMI: IF-I-m-B-20261.03) | Situl arheologic de la Vărteju - "La fosta Cărămidărie" / ansamblu anonim (Categorie: locuire) (Tip: Așezare)                                        | localitate componentă Vârteju, oraș Măgurele | La fosta cărămidărie                                                                    | daco-romană sec. III-IV                            |            |                                               | Încărcați imagine | Raportați eroare |
| 179454.03.04 (Cod LMI: IF-I-m-B-20261.04) | Situl arheologic de la Vărteju - "La fosta Cărămidărie" / ansamblu anonim (Categorie: locuire) (Tip: Așezare)                                        | localitate componentă Vârteju, oraș Măgurele | La fosta cărămidărie                                                                    | getică                                             |            |                                               | Încărcați imagine | Raportați eroare |
| 179454.03.05 (Cod LMI: IF-I-m-B-20261.05) | Situl arheologic de la Vărteju - "La fosta Cărămidărie" / ansamblu anonim (Categorie: locuire) (Tip: Așezare)                                        | localitate componentă Vârteju, oraș Măgurele | La fosta cărămidărie                                                                    |                                                    |            |                                               | Încărcați imagine | Raportați eroare |
| 179454.03.06 (Cod LMI: IF-I-m-B-20261.06) | Situl arheologic de la Vărteju - "La fosta Cărămidărie" / ansamblu anonim (Categorie: locuire) (Tip: Așezare)                                        | localitate componentă Vârteju, oraș Măgurele | La fosta cărămidărie                                                                    |                                                    |            |                                               | Încărcați imagine | Raportați eroare |
| 179454.03.07 (Cod LMI: IF-I-m-B-20261.07) | Situl arheologic de la Vărteju - "La fosta Cărămidărie" / ansamblu anonim (Categorie: locuire) (Tip: Așezare)                                        | localitate componentă Vârteju, oraș Măgurele | La fosta cărămidărie                                                                    | getică                                             |            |                                               | Încărcați imagine | Raportați eroare |
| 105213.03.01 (Cod LMI: IF-I-m-B-20263.01) | Situl arheologic de la Vlădiceasca - "Tâncăbești-Benzinărie" / ansamblu anonim (Categorie: locuire) (Tip: Așezare)                                   | sat Vlădiceasca, comuna Snagov               | Tâncăbești-Benzinărie                                                                   | sec.II-III                                         |            |                                               | Încărcați imagine | Raportați eroare |
| 105213.03.02 (Cod LMI: IF-I-m-B-20263.02) | Situl arheologic de la Vlădiceasca - "Tâncăbești-Benzinărie" / ansamblu anonim (Categorie: locuire) (Tip: Așezare)                                   | sat Vlădiceasca, comuna Snagov               | Tâncăbești-Benzinărie                                                                   |                                                    |            |                                               | Încărcați imagine | Raportați eroare |
| 105213.03.03 (Cod LMI: IF-I-m-B-20263.03) | Situl arheologic de la Vlădiceasca - "Tâncăbești-Benzinărie" / ansamblu anonim (Categorie: locuire) (Tip: Așezare)                                   | sat Vlădiceasca, comuna Snagov               | Tâncăbești-Benzinărie                                                                   | sec.X                                              |            |                                               | Încărcați imagine | Raportați eroare |
| 105213.03.04 (Cod LMI: IF-I-m-B-20263.04) | Situl arheologic de la Vlădiceasca - "Tâncăbești-Benzinărie" / ansamblu anonim (Categorie: locuire) (Tip: Așezare)                                   | sat Vlădiceasca, comuna Snagov               | Tâncăbești-Benzinărie                                                                   | sec.VI                                             |            |                                               | Încărcați imagine | Raportați eroare |
| 105213.03.05 (Cod LMI: IF-I-m-B-20263.05) | Situl arheologic de la Vlădiceasca - "Tâncăbești-Benzinărie" / ansamblu anonim (Categorie: locuire) (Tip: Așezare)                                   | sat Vlădiceasca, comuna Snagov               | Tâncăbești-Benzinărie                                                                   | sec.II-III                                         |            |                                               | Încărcați imagine | Raportați eroare |
| 105213.03.06 (Cod LMI: IF-I-m-B-20267.01) | Situl arheologic de la Vlădiceasca - "Tâncăbești-Benzinărie" / ansamblu anonim (Categorie: locuire) (Tip: Așezare)                                   | sat Vlădiceasca, comuna Snagov               | Tâncăbești-Benzinărie                                                                   | sec.XVIII-XIX                                      |            |                                               | Încărcați imagine | Raportați eroare |
| 105213.04.01 (Cod LMI: IF-I-m-B-20266.01) | Situl arheologic de la Vlădiceasca / ansamblu anonim (Categorie: locuire civilă) (Tip: Așezare)                                                      | sat Vlădiceasca, comuna Snagov               |                                                                                         | sec.V-VI                                           |            |                                               | Încărcați imagine | Raportați eroare |
| 105213.04.02 (Cod LMI: IF-I-m-B-20266.02) | Situl arheologic de la Vlădiceasca / ansamblu anonim (Categorie: locuire civilă) (Tip: Așezare)                                                      | sat Vlădiceasca, comuna Snagov               |                                                                                         | sec. II-III p.Ch                                   |            |                                               | Încărcați imagine | Raportați eroare |
| 105213.04.03 (Cod LMI: IF-I-m-B-20266.03) | Situl arheologic de la Vlădiceasca / ansamblu anonim (Categorie: locuire civilă) (Tip: Așezare)                                                      | sat Vlădiceasca, comuna Snagov               |                                                                                         |                                                    |            |                                               | Încărcați imagine | Raportați eroare |
| 105213.04.04 (Cod LMI: IF-I-m-B-20266.04) | Situl arheologic de la Vlădiceasca / ansamblu anonim (Categorie: locuire civilă) (Tip: Așezare)                                                      | sat Vlădiceasca, comuna Snagov               |                                                                                         |                                                    |            |                                               | Încărcați imagine | Raportați eroare |
| 105213.04 (Cod LMI: IF-I-m-B-20266.05)    | Situl arheologic de la Vlădiceasca / ansamblu anonim (Categorie: locuire civilă) (Tip: Așezare)                                                      | sat Vlădiceasca, comuna Snagov               |                                                                                         |                                                    |            |                                               | Încărcați imagine | Raportați eroare |
| 101332.03.01                              | Așezare Latene de la Vadu Anei- strada Stoiciului, f.n., T 96, p. 376, nr. cadastral 2322/1/11 / ansamblu anonim (Categorie: locuire) (Tip: Așezare) | sat Vadu Anei, comuna Brănești               | strada Stoiciului, punct strada Stoiciului, f.n., T 96, p. 376, nr. cadastral 2322/1/11 | dacică sec. I a.Ch- sec.II p.Ch.                   |            |                                               | Încărcați imagine | Raportați eroare |
| 179560.02.01                              | Situl arheologic de la Voluntari- Pipera, str. Emil Racoviță nr. 8 / ansamblu anonim (Categorie: locuire) (Tip: Așezare)                             | oraș Voluntari                               | Pipera, str. Emil Racoviță nr. 8, punct Pipera, str. Emil Racoviță nr. 8                | Glina                                              |            |                                               | Încărcați imagine | Raportați eroare |
| 179560.02.02                              | Situl arheologic de la Voluntari- Pipera, str. Emil Racoviță nr. 8 / ansamblu anonim (Categorie: locuire) (Tip: Așezare)                             | oraș Voluntari                               | Pipera, str. Emil Racoviță nr. 8, punct Pipera, str. Emil Racoviță nr. 8                | Chilia - Militari sec.II-IV                        |            |                                               | Încărcați imagine | Raportați eroare |